# Санта-Мерседис
Санта-Мерседис (порт. Santa Mercedes) — муниципалитет в Бразилии, входит в штат Сан-Паулу. Составная часть мезорегиона Президенти-Пруденти. Входит в экономико-статистический микрорегион Драсена. Население составляет 2671 человек на 2006 год. Занимает площадь 166,868 км². Плотность населения — 16,0 чел./км².
Праздник города — 24 сентября.

## История
Город основан 24 сентября 1948 года. 

## Статистика
- Валовой внутренний продукт на 2003 составляет 14.744.571,00 реалов (данные: Бразильский институт географии и статистики).
- Валовой внутренний продукт на душу населения на 2003 составляет 5.398,96 реалов (данные: Бразильский институт географии и статистики).
- Индекс развития человеческого потенциала на 2000 составляет 0,741 (данные: Программа развития ООН).